# Asura sexualis
Asura sexualis là một loài bướm đêm thuộc phân họ Arctiinae, họ Erebidae.